# Felipe Milanez

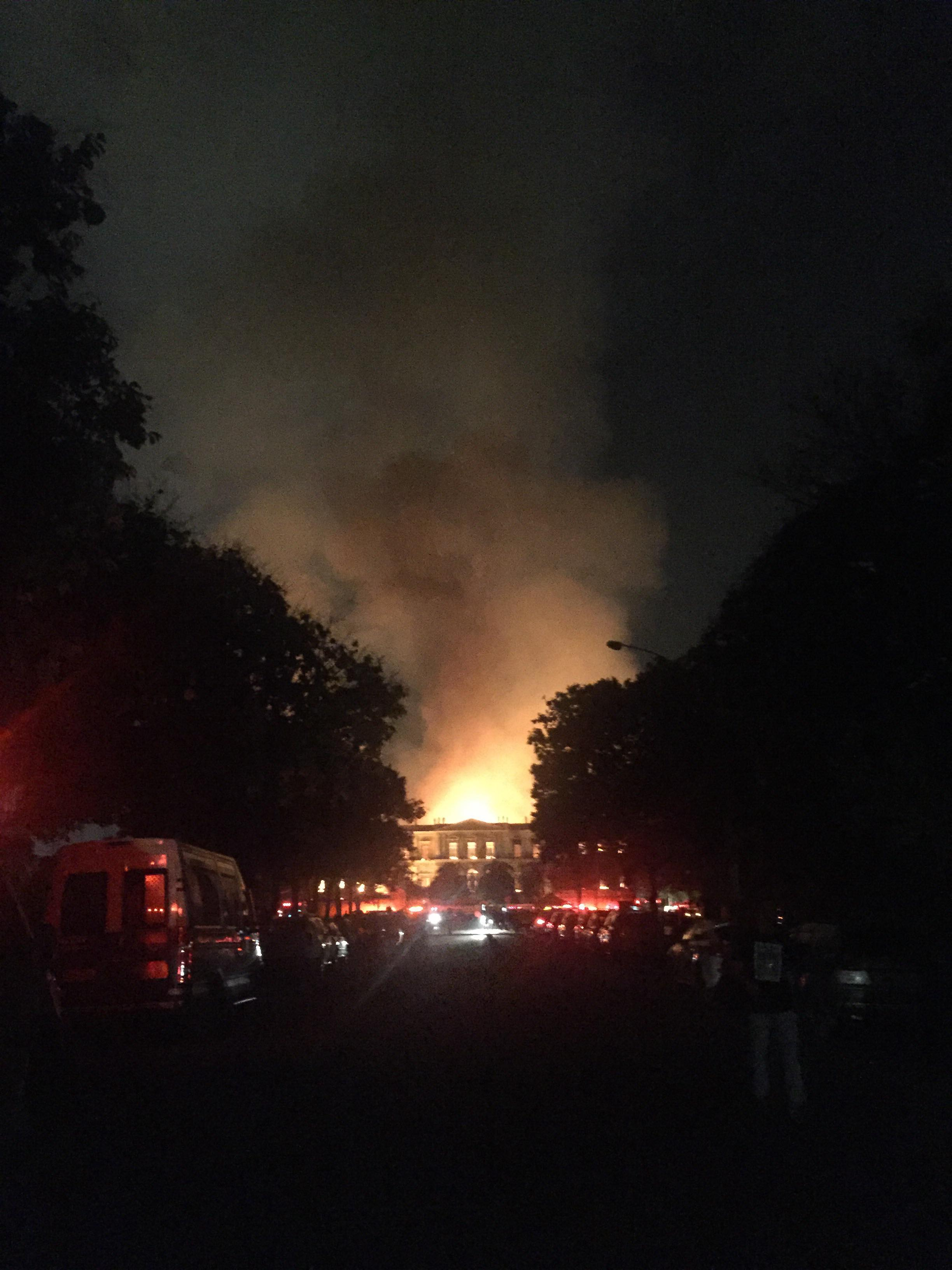
Incêndio no Museu Nacional, no Rio de Janeiro, em 2 de setembro de 2018. Fotografia por Felipe Milanez.

Felipe Milanez (Porto Alegre), é um jornalista, ambientalista, fotógrafo e cineasta documentarista brasileiro.

## Biografia
Felipe Milanez mudou-se da capital do Rio Grande do Sul, onde nasceu, e radicou-se em São Paulo. Ali formou-se em Direito pela Universidade de São Paulo, e depois realizou mestrado em Ciências Políticas na Universidade de Toulouse, França, entrando em contato com o trabalho de Claude Lévi-Strauss, Pierre Clastres e Pierre Bourdieu, que deixariam uma importante marca em sua formação intelectual e em suas escolhas futuras. Também passou a estudar a temática social brasileira e a ecologia, o que o incentivou a voltar ao Brasil e engajar-se no ativismo.
Retornando, encontrou trabalho no Ministério da Justiça como assessor jurídico, onde começou a se envolver com os problemas dos povos indígenas do Brasil. Recebendo um convite da Funai para organizar a revista Brasil Indígena, fez diversas expedições à Amazônia e outras regiões, conhecendo em primeira mão a difícil realidade dos nativos e comunidades tradicionais, e passando a fazer relatos e denúncias na imprensa sobre violações de direitos humanos e outros problemas que os afligem. Seu trabalho o tornou reconhecido nacional e internacionalmente, sendo considerado um dos mais preparados e destacados profissionais do jornalismo brasileiro quando o tema é a Amazônia e os povos indígenas. Foi editor da revista National Geographic e tem um blog na revista Carta Capital.
Entre suas reportagens se destacam "Sombras da Selva", publicada na National Geographic, finalista do Prêmio Abril de Jornalismo de 2007, "Toxic: Amazônia" (documentário filmado) e "Faroeste Caboclo", na revista Rolling Stones, todos de grande repercussão. Foi objeto de um documentário do Discovery Channel, na série Faces do Brasil, convidado especial da Universidade de Coimbra para divulgar o problema da violência amazônica no colóquio internacional Lutas pela Amazónia no Inicio do Milênio, e um dos ganhadores do Prêmio Herói das Florestas 2011, promovido pelas Nações Unidas.